# Liriomyza schwabei
Liriomyza schwabei är en tvåvingeart som beskrevs av Spencer 1963. Liriomyza schwabei ingår i släktet Liriomyza och familjen minerarflugor. Inga underarter finns listade i Catalogue of Life.